# Ligningsloven
Ligningsloven, egentlig Lov om påligningen af indkomstskat til staten, er en dansk lov, der regulerer vilkårene for den del af skatteligningen, der tilfalder staten.